# Borbotana guttata
Borbotana guttata là một loài bướm đêm trong họ Noctuidae.